# 권돈인
권돈인(權敦仁, 1783년 ~ 1859년)은 조선 후기의 문신이며, 헌종과 철종 때 영의정을 지냈다. 본관은 안동. 자는 경희(景羲), 호는 이재(彛齋)·우랑(又閬)·우염(又髥)·번상촌장(樊上村庄)·과지초당노인(瓜地草堂老人). 시호는 문헌(文獻)이다. 좌의정 권상하의 5대손이며, 본관은 안동이다. 4대조는 권욱(權煜), 증조부는 권양성(權養性), 조부는 권제응(權濟應), 부친은 권중집(權中緝)이다. 당적은 원래 노론에 속하지만, 그는 최초의 무소속 영의정이었다.

## 생애
순조 때 문과에 급제해 별검춘추로 시작해 전라우도암행어사, 호남우도어사를 지내며 탐관오리들을 적발했고 이후 부교리에 이어 예모관겸사서를 지내고 성균관대사성으로 초배된 뒤 안동 김씨 세력들을 공격했다. 이후 이조참의, 우승지, 성균관대사성을 지냈으나, 안동김씨 세력에 의해 외직인 영변부사로 나갔다. 이후 이조참판, 함경도 관찰사를 지낸 후 부제학으로 복귀해서 안동김씨 세력들을 탄핵하기도 했다. 이후 우승지를 했다.
풍양 조씨 세도기간에 형조판서로 임명되었고, 사은정사로 중국에 다녀오고 한성부판윤을 거쳐 옥책문서사관, 병조판서, 경상도관찰사가, 이조판서, 형조판서, 공조판서, 수원유수, 우의정, 좌의정, 영의정을 역임하였다. 이후 철종이 즉위하자 안동 김씨 세력에 의해 판부사로 물러났으나 우의정으로 다시 임명된 후 다시 영의정이 되었다. 그러나 진종 사제 반대로 탄핵받아 유배되고 배소에서 죽었다. 후에 신원되었다.